# Andreas Lindvall
Andreas Lindvall, född på 1660-talet i Linköping, Östergötlands län, död 23 augusti 1722 i Tingstads församling, Östergötlands län, var en svensk präst.

## Biografi
Andreas Lindvall föddes på 1660-talet i Linköping. Han var son till skräddaren Oluf Ericsson och Ramborg Pedersdotter på Hunnebergsgatan. Lindvall blev 14 juli 1683 student vid Uppsala universitet och prästvigdes 28 juni 1693 till komminister i Sankt Lars församling. Han blev 1701 kyrkoherde i Tingstads församling. Lindvall avled 1722 i Tingstads församling och begravdes 14 september samma år i Tingstads kyrka.

### Familj
Lindvall gifte 1694 med Beata Kjörling (1675–1750). De fick tillsammans barnen Jonas Lindvall (1695–1695), Maria Lindvall (1697–1720), Olof Lindvall (född 1698), Anders Lindvall (född 1700) och Eva Lindvall (1702–1765) som var gift med handelsmannen Jacob Spalding i Norrköping.